# 大塚有章
大塚 有章（おおつか ゆうしょう、1897年1月22日 - 1976年9月8日）は、日本の社会運動家。教育家。戦前、日本共産党に入党して日本最初の銀行強盗事件である赤色ギャング事件の実行犯となるも出獄後は満洲国に渡り、満洲映画協会で巡映課長となる。戦後、日中友好運動に尽力し、日中友好協会（正統）の会長などを務める。また毛沢東思想学院を設立する。兄に大塚武松、姉に河上秀（河上肇の妻）、妹に末川八重（末川博の妻）がおり、姪の河上芳子をハウスキーパー (日本共産党)としていた。

## 経歴
元岩国藩士・衆議院議員の大塚慊三郎の子として生まれる。1920年早稲田大学卒業、同年南満洲鉄道に入社するも、1922年病気で退職。療養を経て、藤本ビルブローカー銀行に入社。1923年、多額納税者で衆議院議員、岩田村 (山口県)村長の国光五郎の長女英子の入り婿となる。国光家は難波大助の親戚であった。1926年早大の恩師安部磯雄を慕って社会民衆党に入党したが、鈴木文治に反感を抱き即日離党。程なく河上肇に近づき、1929年12月に新労農党京都府連合会書記長となる。1932年日本共産党入党。同年10月赤色ギャング事件実行責任者となる。1933年1月逮捕、同年2月治安維持法などの容疑で起訴、1934年懲役10年の有罪判決を受け服役。1942年満期釈放。同年8月同郷の満洲国国立中央博物館副館長・藤山一雄の伝手で甘粕正彦に認められて満洲映画協会上映部巡映課長に就任。
終戦後しばらくは中国にとどまり、1946年4月に日本人民主連盟委員長・同年9月には鶴岡炭鉱日本人労働組合委員長にそれぞれ就任。
鶴崗市の炭鉱で強制労働に従事していた日本人に思想教育を行った。
1948年東北人民政府工業部日籍職工課長就任。1949年鞍山製鋼所外籍職工課長、同総工会外籍職工部長就任。1950年東北人民政府日本人管理委員会宣教課長、日本人民主新聞社副社長就任。
中国から引き揚げ、1956年に日中友好協会京都府連合会常任理事、同副理事長就任。1958年、日中友好協会大阪府連副理事長就任を経て、同理事長、同中央本部常任理事に就任。1959年には日本共産党に再度入党する。1962年、大阪日中友好学院設立。1963年「中国共産党万歳」と書かれた腹巻を巻いて訪中。1964年1月に大阪日中友好学院高等部設立。同部は、のちに設立することになる毛沢東思想学院の母体となった。
やがて共産党指導部が中国共産党への批判を強めると「反修決起」として指導部を批判、1966年に日本共産党を除名されると他の中国派活動家とともに日本共産党（左派）の結成に加わる。一方で同時に分裂した日中友好協会では反日本共産党の正統派に与し大阪府本部理事長、同会長、中央本部顧問などをつとめる。1967年西沢隆二とともに毛沢東思想研究会を設立し、1968年1月まで同会の機関誌毛沢東思想研究編集人をつとめる。1968年には共産党左派からも離脱し毛沢東思想学院を開校、機関誌『毛沢東思想』に精力的に寄稿したが、「連合赤軍を生み育てた」と批判された。
1972年、1977年にも毛沢東思想学院の会員らとともに訪中。1979年、死去。没後の1980年代に毛沢東思想学院は「関西日中交流懇談会」と改名された。

## 活動
1932（昭和7）年に日本共産党に入党する。大塚は早稲田大学卒業後、南満洲鉄道の社員、ブローカー、銀行員を経て、初めシンパのカンパ集めをしていたが、やがて家屋資金局事業部担当になった。また義兄の河上肇の地下潜行時代をずっと世話することになる。
当時、日本共産党はスパイMこと飯塚盈延が組織の中心になっており、「非常時共産党」と呼ばれており、戦前期最大の党組織をつくり上げた。資金面にでもカンパによって月3万円を集めることができたという。従来、党の周辺にいた人々を入党させ、『赤旗』も6、7千部発行するにいたった。しかし、1932年3月に党の外郭団体の1つであった日本プロレタリア文化連盟（コップ）が手入れを受け、400名にのぼる検挙者を出した。
資金網をやられた党財政の困窮を救うための第1の手段は、金持ちの子弟のシンパに家の金を拐帯逃走させるというものであった。さらに、同年7月から家屋資金局と名称を変え、大塚を中心に「戦闘的技術団」（レーニン）をつくり、非合法活動のため、強盗、恐喝、詐欺、つつもたせ、エロ写真など考えられるかぎりの計画を立てた。実際に女子党員の色仕掛けに引っかかった農園経営者から600円を脅し取っている。彼らはまた、密輸業者からピストルを60丁以上購入し、東京白山の不動貯蓄銀行の襲撃を計画した。これは最初実行部隊のゴロツキに逃げられて失敗。2度目は自分たち自身で実行しようとしたが、これも失敗。武装蜂起のための武器購入に資金が早急に必要だった。
そして1932年10月6日、西代義治、中村隆一らを指揮し、東京大森の川崎第百銀行を襲撃、ピストルで行員を脅して3万円を強奪することに成功する。モーニングを着て、盛装した河上芳子、井上礼子を連れて、車に乗り強奪した金を運んだ大塚は、非常線に2回引っかかったにもかかわらず、無事通過することができた。
河上芳子は、河上肇の次女で大塚のハウスキーパーであり、井上礼子は京都市長であった井上密の次女で、実行犯の西代義治の恋人であった。
しかしピストル密売のルートから糸をたぐった警察が、彼らの上にいた今泉善一を逮捕し、大塚をはじめ家屋資金局のメンバーを次々と逮捕していった。大塚は逮捕されてから、スパイの手で党の秘密が警察に完全に握られていたことを知り、もはやこれ以上苦労をしても無意味であると思い、丁重に扱うことを条件に義兄である河上肇のアジトを教えて逮捕させた。
赤色ギャング事件は、権力による赤狩りに利用された一方、日本共産党指導部は、同事件関係者を「スパイ一味の挑発者」と規定した。赤色ギャング事件の実行責任者であった大塚は、同事件の責任転嫁をした党上層部への怒りと、部下に対する責任を痛感し、苦悩したという。

## 著書
- 『新中国物語 中国革命のエネルギー』三一新書 1957
- 『未完の旅路』全6巻 三一新書 1960-61
- 『毛沢東語録解説』青年出版社 現代中国教室 1968
- 『老兵はいどむ ─反省・抗議・提言─』「未完の旅路」刊行委員会 1974